# Placidia
Placidia fue una emperatriz romana consorte, esposa del emperador romano de Occidente, Olibrio. Era la hija del augusto de Occidente Valentiniano III y de su esposa, la augusta Licinia Eudoxia. Su nombre completo se desconoce. La Chronicle of the Roman Emperors: The reign by reign record of the rulers of Imperial Rome (1995) de Chris Scarre da como posibles nombres Gala Placidia Valentiniana (lat. Galla Placidia Valentiniana) o Gala Placidia la Menor (lat. Galla Placidia Minor), basándose en las convenciones romanas sobre el nombre.

## Primeros años
En 454 o 455, Placidia se casó con el patricio Olibrio, un miembro de la familia Anicia (Anicii). Los Anicios eran una destacada familia con conocidos miembros activos tanto en Italia como en la Galia. La relación exacta de Olibrio con otros miembros de la familia se desconoce, pues las fuentes primarias no concretan quiénes fueron sus padres. Existen varias teorías sobre su identidad. Tampoco se sabe si el matrimonio lo concertó Valentiniano III o Petronio Máximo. Máximo era el sucesor de Valentiniano III en el trono romano de Occidente en 455 y el segundo esposo de Licinia Eudoxia, por lo tanto, el padrastro de Placidia. Valentiniano puede haber buscado el matrimonio como parte de una alianza con la aristocracia senatorial de Italia mientras que el propio Petronio estaba relacionado con los Anicio y apoyarían probablemente el matrimonio dinástico de un pariente.
Cuando los vándalos saquearon la ciudad de Roma, al año siguiente, fue llevada junto a su madre y su hermana Eudocia, a Cartago donde su hermana se casó con Hunerico, hijo del rey vándalo Genserico. Su esposo Olibrio se hallaba en Constantinopla en el momento del saqueo de Roma, según dice Juan Malalas. Estuvo separado de su esposa durante el cautiverio de ella en Cartago. Supuestamente, él visitó a Daniel el Estilita quien predijo que Eudoxia y Placidia regresarían.
Placidia estuvo prisionera en Cartago durante seis o siete años. En 462, León I, emperador de Oriente, pagó un gran rescate por Eudoxia y Placidia, quienes fueron entonces a Constantinopla. 
Su única hija conocida fue la patricia Anicia Juliana, nacida en torno al año 462, quien pasó su vida en la corte pre-justinianea de Constantinopla. Juliana fue considerada «tanto la más aristocrática como la más rica de sus habitantes».

## Emperatriz
Placidia fue emperatriz en el año 472. Prisco y Juan de Antioquía dicen que Genserico albergaba la idea de hacer a Olibrio emperador de Occidente al menos desde la muerte de Mayoriano en el año 461. Debido a su matrimonio con Placidia, Olibrio podría considerarse como heredero de la dinastía teodosiana y miembro de la familia real vándala a través del matrimonio. En 465 murió Libio Severo y Genserico de nuevo defendió la candidatura de Olibrio al trono y Procopio afirma que este tenía una buena relación con su defensor vándalo.
En abril o mayo de 472, Olibrio fue proclamado emperador y comenzó la guerra civil propiamente dicha entre Ricimero, el magister militum de Occidente y su suegro, el emperador Antemio. Antemio resultó derrotado y muerto el 11 de julio del mismo año. Olibrio quedaba así como emperador de Occidente y Placidia se convertía en emperatriz de Occidente sin haber salido realmente de Constantinopla, donde permaneció junto con su hija.
Olibrio murió el 22 de octubre o 2 de noviembre del año 472, por lo que Placidia fue probablemente la última emperatriz romana de Occidente cuyo nombre se conoce porque no se tiene noticia de que Glicerio o Rómulo Augústulo se casaran. Julio Nepote, por su parte, se casó con una sobrina de nombre desconocido  de Verina y León I.

## Restos arqueológicos
Una cabeza marmórea, que actualmente se encuentra en el Musée Saint-Raymond de Toulouse, ha sido identificada como su retrato. Representa a una dama patricia, es de principios del siglo VI y procede de Constantinopla. Posiblemente se encontraba en el atrio de San Polieucto, junto a otra estatua cuyo busto se encuentra en el Museo Metropolitano de Arte de Nueva York y que representaría a su hija Anicia Juliana.